# Introducció a la teoria de grups
|  | Aquest article conté una introducció a les nocions bàsiques. Per un enfocament tècnic avançat es desenvolupa a l'article teoria de grups. |

Les possibles manipulacions del Cub de Rubik formen un grup.

En matemàtiques, la teoria de grups estudia els grups. Un grup és una estructura algebraica que consta d'un conjunt juntament amb una operació que combina qualsevol parella dels seus elements per a formar un tercer element. Perquè es pugui qualificar de grup, el conjunt i operació han de satisfer unes quantes condicions anomenades axiomes de grup, aquestes condicions són: tenir la propietat associativa, tenir element identitat i element invers. Mentre que aquestes característiques són familiars a moltes estructures matemàtiques, com ara els diferents sistemes de nombres (per exemple els enters dotats de l'operació d'addició formen una estructura de grup), la formulació dels axiomes se separa de la natura concreta del grup i el seu funcionament. Això permet, en àlgebra abstracta i altres camps, manejar entitats d'orígens matemàtics molt diferents d'una manera flexible, mentre es conserven aspectes estructurals essencials de molts objectes. La ubiqüitat dels grups en nombroses àrees (tant dintre com fora de les matemàtiques) els converteix en un principi central entorn del qual s'organitzen les matemàtiques contemporànies.
Els grups comparteixen un parentiu fonamental amb la noció de simetria. Un grup de simetria codifica les característiques de simetria d'un objecte geomètric: consisteix en el conjunt de transformacions que deixen inalterat l'objecte, i l'operació de combinar dues d'aquestes transformacions realitzant-ne una després de l'altre. Tals grups de simetria, especialment els Grups de Lie continus, tenen un paper important en moltes disciplines acadèmiques. Els grups de matrius, per exemple, es poden fer servir per entendre les lleis físiques fonamentals en què es basen la relativitat i els fenòmens de simetria en la química molecular.
El concepte d'un grup va sorgir de l'estudi d'equacions polinòmiques, començant amb Évariste Galois durant els anys 1830. Després de contribucions des d'uns altres camps com la teoria de nombres i la geometria, la noció de grup es va generalitzar i s'establí fermament al voltant de 1870. La moderna teoria de grups (una disciplina matemàtica molt activa) estudia els grups per se. per a explorar els grups, els matemàtics han ideat diverses nocions dividir grups en trossos més petits, més comprensibles, com ara subgrups, grups quocient i grups simples. A més a més de les seves propietats abstractes, els teòrics dels grups també estudien les maneres diferents en què un grup es pot expressar en forma concreta (les seves representacions de grup), tant des d'un punt de vista teòric com d'un punt de vista computacional. Una teoria especialment rica s'ha desenvolupat per a grups finits, que va culminar amb la classificació dels grups simples finits completada el 1983.

## Definició i il·lustració

### Primer exemple: els enters
Un dels grups més familiar és el conjunt dels nombres enters Z que consisteix en els nombres
..., −4, −3, −2, −1, 0, 1, 2, 3, 4, ...
Les propietats següents de l'addició d'enters serveixen com a model per als axiomes de grup abstractes que es donen en la definició de més avall.
1. Per a qualsevol parell d'enters a i b, la suma a + b és també un enter. En altres paraules, el procés d'addició d'enters dos alhora mai no pot produir un resultat que no sigui un enter. Aquesta propietat es coneix com a clausura respecte a l'addició.
2. Per a tots els enters a, b i c, (a + b) + c = a + (b + c). Expressat en paraules, sumant primer a i b, i llavors sumant el resultat amb c dona el mateix resultat final que sumant a al resultat de sumar b i c, aquesta propietat es coneix com a propietat associativa.
3. Si a és un enter qualsevol, llavors 0 + a = a + 0 = a. Del zero se'n diu que és l'element identitat de l'addició perquè en sumar-lo a qualsevol enter dona el mateix enter.
4. Per a cada enter a, hi ha un enter b tal que a + b = b + a = 0. L'enter b s'anomena l'element invers de l'enter a i es nota −a.

### Definició
Els enters, juntament amb l'operació "+", formen un objecte matemàtic que pertany a una classe vasta en la qual hi ha altres objectes que comparteixen aspectes estructurals similars. Per entendre apropiadament aquestes estructures sense tractar amb cada cas concret per separat, es desenvolupa la definició abstracta següent que inclou l'exemple citat junt amb molts altres, un dels quals és el grup de simetria detallat més avall.
Un grup és un conjunt, G, conjuntament amb una operació binària "•" que combina dos elements qualssevol a i b de G per formar un altre element notat a • b. El símbol "•" és un element general per a representar una operació concretament donada qualsevol, com ara l'addició de més amunt. Per a poder-se qualificar de grup, el conjunt i l'operació (G, •), han de satisfer quatre requisits coneguts com els axiomes de grup:
| 1. | Clausura.              | Per a tot a, b de G, el resultat de l'operació a • b també pertany a G.[b]                                   |
| 2. | Propietat associativa. | Per a tots a, b i c de G, es compleix l'equació (a • b) • c = a • (b • c).                                   |
| 3. | Element identitat.     | Existeix un element e de G, tal que per a tots els elements a de G, es compleix l'equació e • a = a • e = a. |
| 4. | Element invers.        | Per a tot a de G, existeix un element b de G tal que a • b = b • a = e, on e és l'element identitat.         |
L'ordre en el qual es fa l'operació de grup pot ser significatiu. En altres paraules, el resultat d'operar l'element a amb l'element b no ha de donar necessàriament el mateix que operant b amb a; l'equació
a • b = b • a
pot no ser sempre certa. Aquesta equació sempre es compleix al grup d'enters amb l'addició, perquè a + b = b + a per a dos enters qualssevol (propietat commutativa de l'addició). Tanmateix, no es compleix sempre al grup de simetria de més avall. Els grups en què l'equació a • b = b • a sempre es compleix s'anomenen abelians (en honor de Niels Henrik Abel). Així, el grup dels enters amb l'addició és abelià, però el grup de simetria següent no ho és.

### Segon exemple: un grup de simetria
Les simetries (és a dir, les rotacions i les reflexions) d'un quadrat formen un grup anomenat un grup dièdric, i es nota D₄. Té les següents simetries:
| id (deixar-ho com estava) | r1 (rotació de 90° a la dreta) | r₂ (rotació de 180° a la dreta) | r₃ (rotació de 270° a la dreta) |
| fv (reflexió vertical) | fh (reflexió horitzontal)      | fd (reflexió diagonal)          | fc (reflexió contradiagonal)    |
| Els elements del grup de simetria del quadrat (D₄). Els vèrtexs es pinten i es numeren només per visualitzar les operacions. |                                |                                 |                                 |

- L'operació identitat que ho deixa tot tal com estava, notada id;
- rotacions del quadrat de 90° a la dreta, 180° a la dreta, i 270° a la dreta, notades r1, r₂ i r₃, respectivament;
- reflexions respecte dels eixos vertical i horitzontal (fv i fh), o respecte de les dues diagonals (fd i fc).

Dues simetries qualssevol a i b es poden compondre, és a dir aplicar una després de l'altre. El resultat de fer primer a i llavors b s'escriu simbòlicament d'esquerra a dreta com
b • a ("apliqueu la simetria b després d'haver aplicat la simetria a". La notació de dreta a esquerra prové de la notació per a la composició de funcions).
La taula de grup a la dreta presenta els resultats de totes les composicions possibles. Per exemple, girar 270° a la dreta (r₃) i llavors fer una reflexió horitzontal (fh) és el mateix que fer una reflexió al llarg de la diagonal (fd). Utilitzant els símbols citats, ombrejat en blau a la taula de grup:
fh • r₃ = fd.
| • | id | r1 | r₂ | r₃ | fv | fh | fd | fc |
| --- | -- | -- | -- | -- | -- | -- | -- | -- |
| id | id | r1 | r₂ | r₃ | fv | fh | fd | fc |
| r1 | r1 | r₂ | r₃ | id | fc | fd | fv | fh |
| r₂ | r₂ | r₃ | id | r1 | fh | fv | fc | fd |
| r₃ | r₃ | id | r1 | r₂ | fd | fc | fh | fv |
| fv | fv | fd | fh | fc | id | r₂ | r1 | r₃ |
| fh | fh | fc | fv | fd | r₂ | id | r₃ | r1 |
| fd | fd | fh | fc | fv | r₃ | r1 | id | r₂ |
| fc | fc | fv | fd | fh | r1 | r₃ | r₂ | id |
| Els elements: id, r1, r₂, i r₃ formen un subgrup, ombrejat en vermell (regió de l'esquerra superior). Una classe lateral esquerra i dreta d'aquest subgrup és presenta ombrejada en verd (a l'última fila) i groc (última columna), respectivament. |    |    |    |    |    |    |    |    |

Donats aquest conjunt de simetries i l'operació descrita, els axiomes de grup es poden entendre de la manera següent:
1. L'axioma de clausura demana que la composició b • a de dues simetries qualssevol a i b sigui també una simetria. Un altre exemple per a l'operació de grup és
r₃ • fh = fc,
és a dir, girar 270° a la dreta després d'una reflexió horitzontal és el mateix que fer una reflexió al llarg de la contradiagonal (fc). En efecte cada dues combinacions de dues simetries donen una simetria, com es pot comprovar fent servir la taula de grup.
2. La condició d'associativitat tracta amb compondre més de dues simetries: donats tres elements a, b i c de D₄, hi ha dues maneres possibles de calcular "a llavors b llavors c". El requisit
(a • b) • c = a • (b • c)
vol dir que la composició dels tres elements és independent de la prioritat de les operacions, és a dir, component a amb b, i després c amb a • b equival a fer a després de la composició de b i c. Per exemple  (fd • fv) • r₂ = fd • (fv • r₂) com es pot comprovar fent servir la taula de grup de la dreta
| (fd • fv) • r₂ | = | r₃ • r₂ | = | r1, que és igual a |
| fd • (fv • r₂) | = | fd • fh | = | r1.                |
3. L'element identitat és la simetria id que ho deixa tot inalterat: per a qualsevol simetria a, realitzant id després de a (o a després d'id) és igual a a, de forma simbòlica,
id • a = a,
a • id = a.
4. Un element invers desfà la transformació d'algun altre element. Totes les simetries es poden desfer: cada una de les transformacions: id, fh, fv, fd, fc i r₂ són la seva pròpia inversa, perquè actuant cada una dues vegades porta el quadrat a la seva orientació original. Les rotacions r₃ i r1 són la inversa una de l'altre, perquè girant cap a un cantó i llavors el mateix angle cal a l'altre cantó deixa al quadrat inalterat. En símbols,
fh • fh = id,
r₃ • r1 = r1 • r₃ = id.
A diferència del grup d'enters de damunt, on l'ordre de l'operació és irrellevant, en D₄ sí que importa: fh • r1 = fc però r1 • fh = fd. En altres paraules, D₄ no és abelià, això fa l'estructura del grup més difícil que la dels enters presentada abans.

## Història
El concepte modern de grup abstracte es va desenvolupar a través d'uns quants camps de les matemàtiques. La motivació original per al desenvolupament de la teoria de grups va ser buscar solucions d'equacions polinòmiques de grau superior a 4. El matemàtic francès del segle xix Évariste Galois, estenent el treball previ de Paolo Ruffini i Joseph-Louis Lagrange, va donar un criteri per a la resolubilitat d'una equació polinòmica particular en termes del grup de simetria de les seves arrels (solucions). Els elements d'aquest grup de Galois corresponen a certes permutacions de les arrels. Al principi, les idees de Galois foren rebutjades pels seus contemporanis, i es publicaren només pòstumament. Més en general els grups de permutació foren investigats en particular per Augustin Louis Cauchy. Arthur Cayley a l'obra Sobre la teoria de grups que depenen de l'equació simbòlica θn = 1 (1854) dona la primera definició abstracta de grup finit.
La geometria va ser el segon camp en el qual els grups es van fer servir sistemàticament, especialment els grups de simetria com a part del programa Erlangen de Felix Klein de 1872. Després que emergissin noves geometries com la hiperbòlica i la geometria projectiva, Klein feia servir la teoria de grups per organitzar-les d'una manera més coherent. Avançant més aquestes idees, Sophus Lie fundava l'estudi dels Grups de Lie el 1884.
El tercer camp que va contribuir a la teoria de grups va ser la teoria de nombres. Certes estructures de grup abelià havien estat utilitzades implícitament en el treball teòric sobre nombres de Carl Friedrich Gauss Disquisitiones Arithmeticae (1798), i més explícitament per Leopold Kronecker. El 1847, Ernst Kummer portava els primers intents de demostrar l'últim teorema de Fermat a un clímax desenvolupant grups que descriuen la factorització en nombres primers.
La convergència d'aquestes diverses fonts a una teoria uniforme de grups començava amb el Traité des substitutions et des équations algébriques de Camille Jordan el 1870. Walther von Dyck (1882) va donar la primera definició moderna d'un grup abstracte. A partir del segle xx, els grups guanyaren ampli reconeixement pel treball pioner de Ferdinand Georg Frobenius i William Burnside, que treballaren en la teoria de la representació de grups finits, la teoria de representació modular de Richard Brauer i els articles d'Issai Schur. La teoria de Grups de Lie, i més generalment de grups localment compactes, fou empesa per Hermann Weyl, Élie Cartan i molts d'altres. El seu homòleg algebraic, la teoria de grups algebraics, va ser formulada inicialment per Claude Chevalley (des de finals dels anys 1930) i posteriorment pel treball fonamental d'Armand Borel i Jacques Tits.
L'any de Teoria de Grups 1960-61 de la Universitat de Chicago va reunir teòrics de grups com Daniel Gorenstein, John G. Thompson i Walter Feit, establint la fundació d'una col·laboració que, amb aportacions d'altres matemàtics nombrosos, va classificar tots els grups simples finits el 1982. Aquest projecte va excedir tots els esforços matemàtics previs per la seva mida enorme, tant pel que fa a la llargada de la demostració com al nombre d'investigadors. La recerca per simplificar la demostració d'aquesta classificació encara està en desenvolupament. Avui en dia, la teoria de grups és encara una branca matemàtica altament activa que impacta de forma essencial en molts altres camps.

## Conseqüències senzilles dels axiomes de grup
Els fets bàsics sobre tots els grups que es poden obtenir directament dels axiomes de grup s'inclouen comunament en la teoria elemental de grups. per Exemple, l'aplicació repetida de l'axioma d'associativitat demostren que la no ambigüitat de
a • b • c = (a • b) • c = a • (b • c)
es generalitza a més de tres factors. Perquè això implica que els parèntesis es puden introduir a qualsevol lloc dins de la sèrie de termes, els parèntesis normalment s'ometen.
Els axiomes es poden afeblir i afirmar només l'existència d'un element neutre i un element invers per l'esquerra. Es pot demostrar que els dos ho han de ser de fet pels dos cantons, així la definició que en resulta és equivalent a la que s'ha donat més amunt.

### Unicitat dels elements identitat i invers
Dues conseqüències importants dels axiomes de grup són la unicitat de l'element identitat i la unicitat dels elements inversos. Només hi pot haver un element identitat en un grup, i cada element d'un grup té exactament un element invers. Així, és normal parlar de l'element identitat, i l'element invers d'un element.
Per demostrar la unicitat d'un element invers de a, se suposa que un a té dos inversos, notats l i r. Llavors
| l | = | l • e       |  | ja que e és l'element identitat                           |
|   | = | l • (a • r) |  | perquè r és un element invers de a, per tant e = a • r    |
|   | = | (l • a) • r |  | per associativitat, que permet reordenar els parèntesis   |
|   | = | e • r       |  | atès que l és un element invers de a, és a dir, l • a = e |
|   | = | r           |  | perquè e és l'element identitat                           |
Aquí, els dos elements extrems l i r estan connectats per una cadena d'igualtats, per tant són el mateix. En altres paraules només hi ha un element invers de a.

### Divisió
En grups, és possible realitzar la divisió: donats dos elements a i b del grup G, hi ha un únic element x de G solució de l'equació x • a = b. De fet, multiplicant per la dreta els dos termes de l'equació per a−1 s'obté la solució x = x • a • a−1 = b • a−1. De manera similar, hi ha un únic element y de G solució de l'equació a • y = b, que és y = a−1 • b. En general, x i y no necessàriament han de coincidir.
Cal anar amb compte amb el significat de la paraula divisió. Es tracta de l'operació inversa de l'operació de grup; com que l'operació de grup normalment es nota com a multiplicació és normal anomenar la seva inversa divisió. Però, per exemple, en el cas del grup dels nombres enters amb la suma, l'operació inversa és la resta.

## Conceptes bàsics
Per entendre els grups més enllà del nivell de meres manipulacions simbòliques com les de dalt, s'han d'emprar més conceptes estructurals. Hi ha un principi conceptual subjacent a totes les nocions que segueixen: aprofitar l'estructura oferta pels grups (que per exemple els conjunts en ser "sense estructura" no tenen) les construccions relacionades amb els grups han de ser compatibles amb l'operació de grup. Aquesta compatibilitat es manifesta en les nocions següents de diverses maneres. Per exemple, els grups es poden relacionar l'un amb l'altre mitjançant funcions anomenades homomorfismes de grup. Pel principi esmentat, s'exigeix que respectin les estructures de grup en un sentit precís. L'estructura dels grups també es pot entendre dividint-los en bocins anomenats subgrups i grups quocient. El principi de "conservar estructura" —un tema que es repeteix en matemàtiques pertot arreu— és un exemple de treballar en una categoria, en aquest cas la categoria de grups.

### Homomorfismes de grup
Els homomorfismes de grup són les funcions que conserven l'estructura del grup. Una funció a: G → H entre dos grups és un homomorfisme si l'equació
a(g • k) = a(g) • a(k).
es compleix per a tots els elements g, k de G, és a dir el resultat és el mateix tant si es fa l'operació de grup abans com si es fa després d'aplicar la funció a. Aquest requisit assegura que a(1G) = 1H, i també que a(g)−1 = a(g−1) per a tot g de G. Així un homomorfisme de grup respecta tota l'estructura de G proporcionada pels axiomes de grup.
Dos grups G i els H s'anomenen isomorfs si existeixen homomorfismes de grup a: G → H i b: H → G, tals que aplicant les dues funcions una després de l'altre (en cada un dels dos ordres possibles) donen la funció identitat de G i H, respectivament. És a dir, a(b(h)) = h i b(a(g)) = g per a qualsevol g de G i h de H. Des d'un punt de vista abstracte, els grups isomorfs comporten la mateixa informació. Per exemple, demostranr que g • g = 1 per a algun element g de G és equivalent a demostrar que a(g) • a(g) = 1, perquè aplicant a a la primera igualtat dona la segona, i aplicant b a la segona dona altre cop la primera.

### Subgrups
Informalment, un subgrup és un grup H contingut dins d'un grup més gran, Concretament, l'element identitat de G està contingut a H, i sempre que h1 i h₂ siguin de H, llavors també ho seran h1 • h₂ i h1−1, així els elements d'H, equipat amb l'operació de grup en G restringida a H, formen un grup.
En l'exemple de més amunt, la identitat i les rotacions constitueixen un subgrup R = {id, r1, r₂, r₃}, ombrejat en vermell a la taula de grup de dalt: dues rotacions qualssevol compostes són també una rotació, i una rotació es pot desfer per (és a dir, és inversa de) la rotació complementària 270° per 90°, 180° per 180°, i 90° per 270° (fixeu-vos que no es defineix rotació en la direcció oposada). El test de subgrup és una condició necessària i suficient perquè un subconjunt H d'un grup G sigui un subgrup: n'hi ha prou amb comprovar que g−1h ∈ H per a tots els elements g, h ∈ H. Conèixer els subgrups és important per entendre el grup globalment.
Donat qualsevol subconjunt S d'un grup G, el subgrup generat per S consta de productes d'elements de S i els seus inversos. Aquest és el subgrup més petit de G que conté S. En l'exemple de més amunt, el subgrup generat per r₂ i fv consta d'aquests dos elements, l'element identitat id i fh = fv • r₂. Una altra vegada, això és un subgrup, perquè combinant dos elements qualssevol d'aquests quatre o els seus inversos (que són, en aquest cas particular, aquests mateixos elements) donen un element d'aquest subgrup.

### Classes laterals
En moltes situacions és desitjable considerar dos elements de grup com si fossin el mateix si la seva diferència pertany a un subgrup donat. Per exemple, en D₄ definit més amunt, una vegada que es realitza una reflexió, el quadrat mai no torna a la configuració de r₂ aplicant només les operacions de rotació (i no altres reflexions), és a dir les operacions de rotació són irrellevants per la qüestió de si s'ha realitzat una reflexió. Les classes laterals es fan servir per formalitzar aquesta observació: un subgrup H defineix classes laterals per l'esquerra la dreta, que es poden entendre com a translacions de H per un element arbitrari g ∈ G. En termes simbòlics, les classes laterals per l'esquerra i per la dreta de H que contenen g són
gH = {gh, h ∈ H} i Hg = {hg, h ∈ H}, respectivament.
Les classes laterals de qualsevol subgrup H formen una partició de G; és a dir, per exemple, dues classes laterals per l'esquerra o bé són iguals o bé tenen una intersecció buida i la unió de totes les classes laterals per l'esquerra dona G. El primer cas (que g1H = g₂H) es dona precisament quan g1−1g₂ ∈ H, és a dir, si la diferència entre els dos elements és un element de H. Consideracions similars s'apliquen a les classes laterals d'H per la dreta. Les classes laterals de H per l'esquerra i per la dreta poden ser iguals o no. Si ho són, és a dir per a tot g de G, gH = Hg, llavors es diu que H és un subgrup normal. Llavors es pot parlar simplement de N com el conjunt de les classes laterals.
En D₄, el grup de simetria emprat en la introducció, les classes laterals per l'esquerra gR del subgrup R que consisteix en les rotacions són o bé iguals a R, si g mateix és un element de R, o altrament iguals a U = fvR = {fv, fd, fh, fc} (ombrejat en verd). El subgrup R també és normal, perquè fvR = U = Rfv i de forma similar per a qualsevol element diferent de fv.

### Grup quocient
A més a més, per poder deixar de prestar atenció a l'estructura interna d'un subgrup en estudiar les seves classes laterals, és desitjable dotar aquestes entitats d'una llei de grup formant l'anomenat grup quocient. Perquè això sigui possible, el subgrup ha de ser normal. Donat qualsevol subgrup normal N, el grup quocient es defineix per
G / N = {gN, g ∈ G}, "G mòdul N".
Aquest conjunt hereta una operació de grup (a vegades anomenada multiplicació de classes laterals, o addició de classes laterals) del grup original G: (gN) • (hN) = (gh)N per a tot g i h de G. Aquesta definició ve motivada per la idea (això mateix és un exemple de consideracions estructurals generals esmentades més amunt) que la funció G → G / N que associa a cada element g la seva classe lateral gN sigui un homomorfisme de grup, o per consideracions abstractes generals anomenades propietats universals. La classe lateral eN  = N serveix d'identitat en aquest grup (és a dir, tots els elements de la classe es consideren com si fossin un de sol, s'identifiquen), i l'invers de Ng en el grup quocient és (gN)−1 = (g−1)N.
| •                                                  | R | U |
| -------------------------------------------------- | - | - |
| R                                                  | R | U |
| U                                                  | U | R |
| Taula de l'operació de grup en el quocient D₄ / R. |   |   |

Els elements del grup quocient D₄ / R són R mateix, que representa la identitat, i U = fvR. L'operació de grup en el quocient es mostra a la dreta. Per exemple, U • U = fvR • fvR = (fv • fv)R = R. Tots dos, tant el subgrup R = {id, r1, r₂, r₃}, com el quocient corresponent són abelians, mentre que D₄ no és abelià. Construir grups més grans a partir d'altres més petits, com ara el D₄ a partir del seu subgrup R i el quocient D₄ / R s'obté amb una noció anomenada producte semidirecte.
El quocient i els subgrups junts formen una manera de descriure qualsevol grup per la seva presentació: qualsevol grup és el quocient del grup lliure sobre els generadors del grup, quocient el subgrup de relacions. El grup dièdric D₄, per exemple, pot ser generat per dos elements r i f (tals que, com a exemple, r = r1, la rotació cap a la dreta i f = fv la reflexió vertical o alguna altra reflexió), això vol dir que totes les simetries del quadrat són una composició finita d'aquestes dues simetries o les seves inverses. Juntament amb les relacions
r 4 = f ² = (rf)² = 1,
el grup queda descrit completament. Una presentació d'un grup també es pot fer servir per construir el gràfic Cayley, una eina emprada per capturar gràficament els grups discrets.
Subgrups i grups quocient es relacionen de la manera següent: un subconjunt H de G es pot veure com una funció injectiva H → G, és a dir qualsevol element imatge té com a màxim un element antiimatge. La contrapartida a les funcions injectives són les funcions exhaustives (tot element del conjunt d'arribada és imatge d'almenys un element del domini), com ara l'aplicació canònica G → G / N. Interpretar els subgrups i els quocients a la llum d'aquests homomorfismes emfasitza el concepte estructural inherent a aquestes definicions al·ludides en la introducció. En general, els homomorfismes no són ni injectius ni exhaustius. El nucli i la imatge dels homomorfismes de grup i el primer teorema d'isomorfisme tracten aquest fenomen.

## Exemples i aplicacions

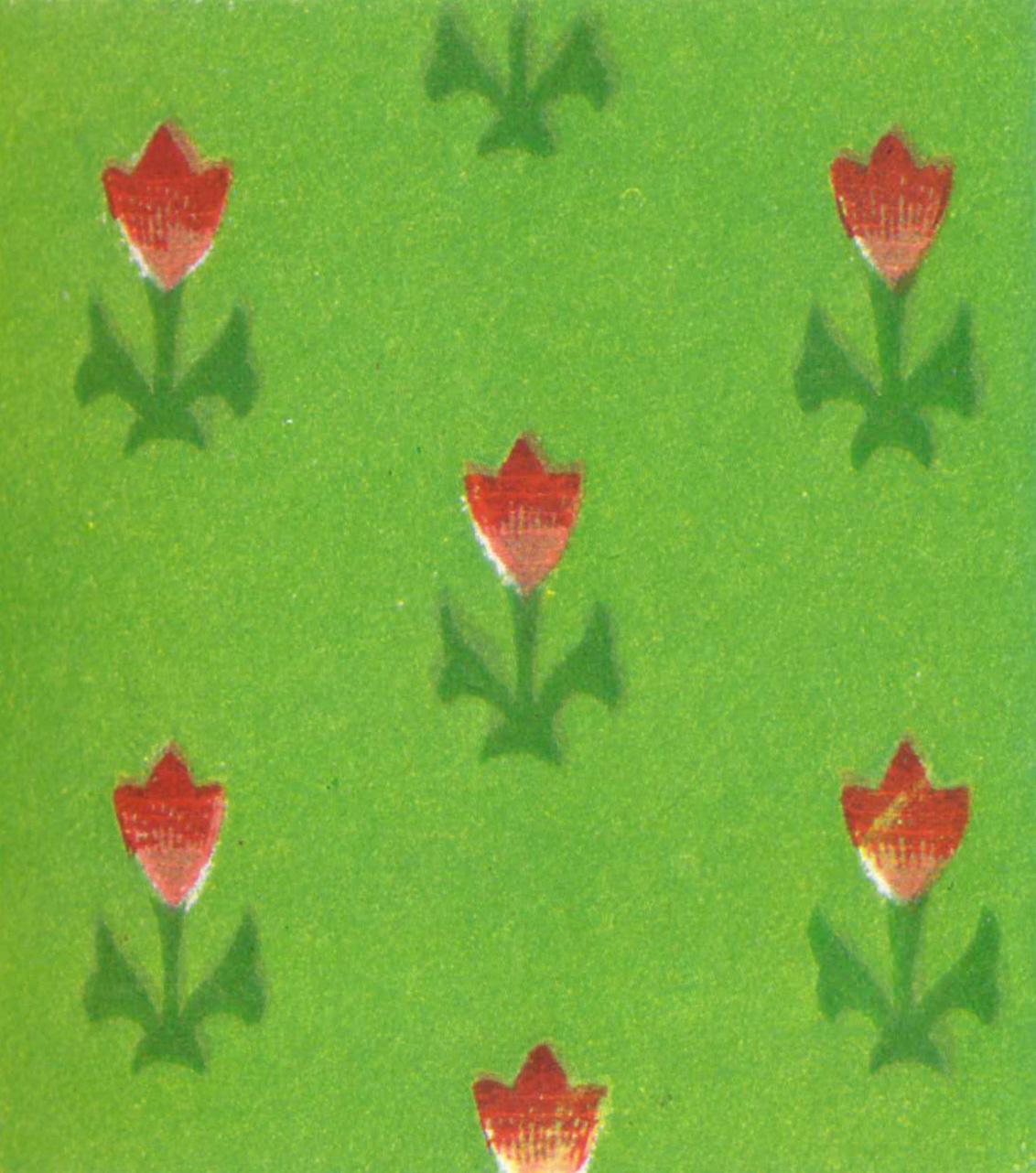
Un patró bidimensional repetitiu dona lloc a un grup de simetria plana.

El grup fonamental d'un pla menys un punt (negre) consisteix en bucles al voltant del punt desaparegut. Aquest grup és isomorf als enters.

Abunden els exemples i les aplicacions dels grups. Un punt de partida és el grup Z dels enters amb l'addició com operació de grup, introduïda al començament. Si en comptes de l'addició es considera la multiplicació, s'obtenen grups multiplicatius. Aquests grups són predecessors de construccions importants en àlgebra abstracta.
Els grups també s'apliquen en moltes altres àrees matemàtiques. Els objectes matemàtics s'examinen sovint associant-los en grups i estudiant les propietats dels grups corresponents. Per exemple, Henri Poincaré va fundar el que ara s'anomena topologia algebraica introduint el grup fonamental per mitjà d'aquesta connexió, les propietats topològiques com ara la proximitat i la continuïtat es tradueixen en propietats de grups. Per exemple, els elements del grup fonamental es representen per bucles. La segona imatge a la dreta mostra alguns bucles dins un pla menys un punt. El bucle blau es considera una homotopia nul·la (i per tant irrellevant), perquè es pot encongir contínuament a un punt. La presència del forat impedeix al bucle taronja ser reduït a un punt. El grup fonamental del pla amb un punt suprimit resulta ser infinit cíclic, generat pel bucle taronja (o qualsevol altre bucle enrotllant una vegada al voltant del forat). D'aquesta manera, el grup fonamental detecta el forat.
En aplicacions més recents, la influència també ha estat a la inversa per obtenir construccions geomètriques a partir d'una base de teoria de grups.} En una línia similar, la teoria de grups geomètrica empra conceptes geomètrics, per exemple en l'estudi de grups hiperbòlics. Altres branques que s'apliquen els grups de forma clau inclouen la geometria algebraica i la teoria de nombres.
A més a més de les aplicacions teòriques de damunt, existeixen moltes aplicacions pràctiques dels grups. La criptografia depèn de la combinació de l'enfocament de teoria de grups abstracta conjuntament amb el coneixement algorismic obtingut en la teoria de grups computacional, en particular quan s'implementa per a grups finits. Les aplicacions de la teoria de grup no es restringeixen a les matemàtiques; les ciències com la física, la química i la informàtica també es beneficien del concepte.

### Nombres
Molts tipus de nombres, com ara els enters i els racionals gaudeixen d'una estructura de grup donada de manera natural. En alguns casos, com amb els racionals, les operacions tant l'addició com la multiplicació donen lloc a estructures de grup. Aquests tipus de nombres són predecessors d'estructures algebraiques més generals conegudes com a anells i cossos.

#### Enters
El grup dels enters Z amb l'addició, notat (Z, +), s'han descrit al començament. Els enters, amb l'operació de multiplicació en comptes de l'addició (Z, •) no formen pas un grup. Els axiomes de clausura, associativitat i identitat se satisfan, però l'element invers no sempre existeix: per exemple, a = 2 és un enter, però l'única solució a l'equació a • b = 1 en aquest cas és b = 1/2, que és un nombre racional, però no un enter. Per això no tots els elements de Z tenen un invers (multiplicatiu).

#### Racionals
El desig de l'existència d'invers multiplicatiu suggereix que es considerin les fraccions
{\displaystyle {\frac {a}{b}}.}
Les fraccions d'enters (amb b diferent de zero) es coneixen com a nombres racionals. El conjunt de totes les fraccions es nota Q. Hi ha encara un obstacle menor per (Q, •), els racionals amb la multiplicació, per ser un grup: perquè el nombre racional 0 no té un invers multiplicatiu (és a dir, no hi ha cap x tal que x • 0 = 1), (Q, •) encara no és un grup.
Tanmateix, el conjunt de tots els nombres racionals diferents de zero Q \ {0} = {q ∈ Q, q ≠ 0} forma un grup abelià sota la multiplicació, notat (Q \ {0}, •). L'associativitat i els axiomes d'element identitat resulten de les propietats dels enters. El requisit de clausura encara val després de treure'n el zero, perquè el producte de dos racionals diferents de zero no és mai zero. Finalment, l'invers de a/b és b/a, per això l'axioma de l'element invers se satisfà.
Els nombres racionals (incloent-hi el 0) també formen un grup amb l'addició. Entrellaçant operacions d'addició i multiplicació sorgeixen estructures més complicades anomenades anells i si la divisió és possible, com a Q cossos, aquestes estructures ocupen una posició central en l'àlgebra abstracta. Però els elements de la teoria de grups fonamenten parts de la teoria d'aquelles entitats.

#### Enters diferents de zero mòdul un nombre primer
Per a qualsevol nombre primer p, l'aritmètica modular proveeix el grup multiplicatiu d'enters mòdul p. Els seus elements són enters no divisibles per p, considerats mòdul p, és a dir, dos nombres es consideren equivalents si la seva diferència és divisible entre p. Per exemple, si p = 5, hi ha exactament quatre elements al grup 1, 2, 3, 4: s'exclouen els múltiples de 5, el 6 i el −4 són tots dos equivalents a 1, etc. L'operació de grup ve donada per la multiplicació. Però, 4 • 4 = 1, perquè el producte usual 16 és equivalent a 1, perquè 5 és divisor de 16 − 1 = 15, notat
16 ≡ 1 (mòdul 5).
El fet que p sigui un nombre primer assegura que el producte de dos enters cap dels quals no és divisible per p tampoc no és divisible per p, per això el conjunt indicat de classes és tancat respecte de la multiplicació. L'element identitat és 1, com és usual per a un grup multiplicatiu, i l'associativitat procedeix de la propietat corresponent dels enters. Finalment, l'axioma de l'element invers exigeix que donat un enter a no divisible per p, existeixi un enter b tal que
a • b ≡ 1 (mod p), és a dir p és divisor de la diferència a • b − 1.
L'element invers b es pot trobar fent servir la identitat de Bézout i el fet que el màxim comú divisor mcd(a, p) és igual a 1. En el cas p = 5 d'abans, l'invers de 4 és 4, i l'invers de 3 és 2, atès que 3 • 2 = 6 ≡ 1 (mod 5). Per això tots els axiomes de grup es compleixen. De fet, aquest exemple és similar a (Q\{0}, •) d'abans, perquè resulta ser el grup multiplicatiu d'elements diferents de zero en el cos finit Fp, notat Fp×. Aquests grups són essencials en la criptografia de clau pública.

### Grups cíclics

Les 6 arrels complexes de la unitat formen un grup cíclic. z n'és un element primitiu, però z² no ho és, perquè les potències senars de z no són potència de z².

Un grup cíclic és un grup tots els elements del qual són potències (quan l'operació de grup s'escriu additivament, llavors els pot fer servir el terme múltiples) d'un element particular a. En notació multiplicativa, els elements del grup són:
..., a−3, a−2, a−1, a0 = e, a, a², a3, ...,
on a² vol dir a • a, i a−3 vol dir a−1 • a−1 • a−1=(a • a • a)−1, etc. D'un element com a se'n diu un generador o un element primitiu del grup.
Un exemple típic per a aquesta classe de grups és el grup d'arrels complexes enèsimes de la unitat, format pels nombres complexos z que satisfan zn = 1 (i l'operació de multiplicació). Qualsevol grup cíclic amb n elements és isomorf a aquest grup. Fent servir la teoria de cossos, es pot demostrar que el grup Fp× és cíclic: per a p = 5, 3 és un generador, ja que 3¹ = 3, 3² = 9 ≡ 4, 33 ≡ 2, i 34 ≡ 1.. Tot grup cíclic infinit és isomorf a (Z, +), el grup d'enters amb l'addició presentaven més amunt. Com que aquests dos prototipus són els dos abelians, també ho ha de ser qualsevol grup cíclic.
L'estudi dels grups abelians és força madur, incloent-hi el teorema fonamental de grups abelians finitament generats; i reflectint aquest estat d'afers, moltes nocions relacionades amb els grups, com la de centre d'un grup i la de commutador, descriuen fins a quin punt un grup donat no és abelià.

### Grups de simetria
Els grups de simetria són grups que consten de simetries d'objectes matemàtics donats que són de natura geomètrica, com el grup de simetria introductori del quadrat, o de natura algebraica, com les equacions polinòmiques i les seves solucions. Conceptualment, la teoria de grups es pot pensar de com l'estudi de la simetria. Les simetries en matemàtiques simplifiquen en gran manera l'estudi d'objectes geomètrics o analítics. Es diu que un grup actua sobre un altre objecte matemàtic X si tots els elements del grup executen alguna operació en X de manera compatible amb la llei de grup. En l'exemple de davall de més a la dreta, un element d'ordre 7 del grup triangular (2,3,7) actua en l'enrajolat per permutant els triangles deformats ressaltats (i els altres, també). Per una acció de grup, el patró del grup queda connectat a l'estructura de l'objecte sobre el qual actua.

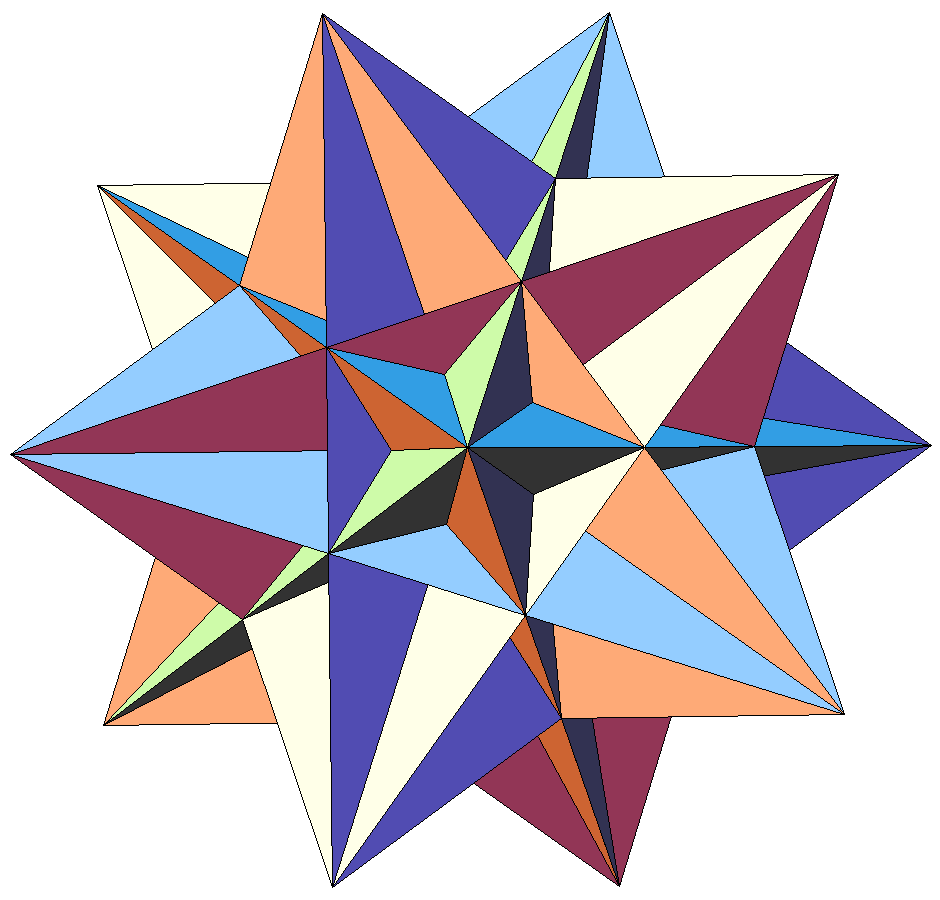
Rotacions i reflexions del grup de simetria del gran icosàedre.

En el camp de la química, com ara la cristal·lografia, l'espai s'agrupa i els grups puntuals de simetria descriuen simetries moleculars i simetries cristal·lines. Aquestes simetries són subjacents al comportament físic i químic d'aquests sistemes, i la teoria de grups permet simplificar l'anàlisi en mecànica quàntica d'aquestes propietats. Per exemple, la teoria de grups es fa servir per mostrar que les transicions òptiques entre certs nivells quàntics no poden ocórrer simplement a causa de la simetria dels estats implicats.
No només hi ha grups útils per avaluar les implicacions de les simetries en molècules, sinó que sorprenentment també pronostiquen que les molècules a vegades poden canviar la simetria. L'efecte Jahn-Teller és una distorsió d'una molècula d'alta simetria quan adopta un estat particular de baixa simetria a partir des d'un conjunt d'estats base possibles que es relacionen l'una amb l'altre per les operacions de simetria de la molècula.
De la mateixa manera, la teoria de grups ajuda a pronosticar els canvis a propietats físiques que ocorren quan un material sofreix un canvi d'estat, per exemple, de forma cristal·lina cúbica a una forma cristal·lina tetraèdrica. Un exemple són els materials ferroelèctrics, on el canvi des d'un estat paraelèctric a un estat ferroelèctric succeïx a la temperatura de Curie i està relacionat amb un canvi des de l'estat de paraelèctric d'alta simetria fins a l'estat de ferroelèctric de més baixa simetria, acompanyat per un anomenat mode de fonó tou, un mode d'enreixat vibrational que passa per la freqüència zero a la transició.
Tal ruptura espontània de la simetria ha trobat aplicació més enllà, en física de partícules elementals, on la seva aparició està relacionada amb l'aparició de bosons de Goldstone.
| Ful·lerè                                       | Amoníac                                                                                             | Cubà                                    | Hexaaiguacoure(II) | Enrajolat de plans hiperbòlics                                                                     |
| Un ful·lerè que presenta simetria icosàedrica. | Amoníac, NH₃. El seu grup de simetria és d'ordre 6, generat per una rotació de 120° i una reflexió. | Cubà C₈H₈ presenta simetria octàedrica. | Hexaaiguacoure(II) Ió complex, Cu(OH₂)₆2+. Comparat amb una forma perfectament simètrica, la molècula està dilatada verticalment prop d'un 22% (efecte Jahn-Teller). | El grup triangular (2,3,7), un grup hiperbòlic, actua sobre aquest enrajolat de plans hiperbòlics. |

Els grups de simetria finits com ara els grups de Mathieu es fan servir en teoria de codis, que s'aplica en la correcció d'errors en les dades transmeses, i als reproductors de CDs. Una altra aplicació és la teoria diferencial de Galois, que caracteritza funcions que tenen primitives d'una forma prescrita, donant criteris teòrics de grup per a quan les solucions de certes equacions diferencials tenen solucions en determinades formes analítiques. Les propietats geomètriques que romanen estables sota accions de grup s'investiguen en la teoria dels invariants geomètrics.

### Grup lineal general i teories de la representació

Dos vectors (la il·lustració de l'esquerra) es multipliquen per matrius (les il·lustracions del mig la dreta). La il·lustració del mig representa una rotació en el sentit de les agulles del rellotge de 90°, mentre que la de més a la dreta estira la coordenada x per un factor de 2.

Els grups de matrius consten de matrius juntament amb la multiplicació de matrius. El grup lineal general GL(n, R) consisteix en totes les matrius de n-per-n invertibles amb coeficients reals. Per referir-se als seus subgrups es parla de grups de matrius o grups lineals. L'exemple de grup dièdric esmentat més amunt pot ser vist com un (molt petit) grup de matrius. Un altre grup de matrius important és el grup ortogonal especial SO(n). Descriu totes les rotacions possibles en dimensió n. Via angles d'Euler, les matrius de rotació es fan servir en informàtica gràfica.
La teoria de representació és al mateix temps una aplicació del concepte de grup i element important per a una comprensió més profunda dels groups. Estudia els grups per les seves accions de grup sobre altres espais. Una classe ampla de representacions de grup són les representacions lineals, és a dir, el grup està actuant sobre un espai vectorial, com ara l'espai euclidià tridimensional R3. Una representació de G en un espai vectorial real n-dimensional és simplement un homomorfisme de grup
ρ: G → GL(n, R)
des del grup fins al grup lineal general. D'aquesta manera, l'operació de grup, que es pot donar de manera abstracta, es tradueix en la multiplicació de matrius que ho fan accessible a càlculs explícits.
Una acció de grup proporciona altres mitjans per estudiar l'objecte sobre el qual s'actua. D'altra banda, també produeix informació sobre el grup. Les representacions de grup són un principi d'organització en la teoria de grups finits, grups de Lie, grups algebraics i grups topològics, especialment grups (localment) compactes.

### Grups de Galois
Els grups de Galois foren desenvolupats per ajudar a resoldre equacions polinòmiques aprofitant les seves característiques de simetria. Per exemple, les solucions de l'equació quadràtica ax² + bx + c = 0 venen donades per
{\displaystyle x={\frac {-b\pm {\sqrt {b^{2}-4ac}}}{2a}}.}
Intercanviant "+" i "−" en l'expressió, és a dir permutant les dues solucions de l'equació poden ser vistes com una operació (molt simple) de grup. Es coneixen fórmules similars per a equacions cúbiques i quàrtiques, però no n'existeixen en general per a les de grau 5 i superiors. Les propietats abstractes dels grups de Galois associats amb polinomis (en particular la seva resolubilitat) donen un criteri per saber quins polinomis tenen totes les solucions expressables per radicals, és a dir, solucions expressables fent servir només addició, multiplicació i arrels similars a la fórmula de dalt.
El problema es pot tractar fins i tot de forma més polida fent servir la teoria de cossos: considerant el cos de descomposició d'un polinomi es transforma el problema en un altre de l'àrea de la teoria de cossos. La teoria de Galois moderna generalitza el tipus citat de grups de Galois en extensions de cossos i estableix mitjançant el teorema fonamental de la teoria de Galois una relació precisa entre cossos i grups, subratllant una vegada més la ubiqüitat dels grups en matemàtiques.

## Grups finits
Un grup s'anomena finit si té un nombre finit d'elements. El nombre d'elements s'anomena l'ordre del grup G. Una classe important és la dels grups simètrics SN, els grups de permutacions de N lletres. Per exemple, el grup simètric sobre 3 lletres S₃ és el grup que consta de totes les possibles permutacions de les tres lletres ABC, és a dir conté els elements ABC, ACB ..., fins a CBA, en total 6 (o 3 factorial) elements. Aquesta classe és fonamental en la mesura que qualsevol grup finit es pot expressar com a subgrup d'un grup simètric SN per a un enter adequat N (teorema de Cayley). En paral·lel al grup de simetries del quadrat del començament, S₃ també es pot interpretar com el grup de simetries d'un triangle equilàter.
L'ordre d'un element a en un grup G és l'enter positiu més petit n tal que a n = e, on a n representa
{\displaystyle \underbrace {{}\ a\ \cdots \ a\ {}} _{n{\text{ factors}}},}
és a dir aplicar l'operació • a n còpies de a. (Si • representa la multiplicació, llavors an correspon a la potència n-èsima de a.) En grups infinits, tal n pot no existir, en aquest cas l'ordre de a es diu que és infinit. L'ordre d'un element és igual a l'ordre del grup cíclic generat per aquest element.
Tècniques de recompte més sofisticades, per exemple recompte de classes laterals, produeixen afirmacions més precises sobre grups finits: El teorema de Lagrange estableix que per a un grup finit G l'ordre de qualsevol subgrup finit H és un divisor d'aproximadament G. Els teoremes de Sylow donen una inversa parcial.
El grup dièdric (discutit més amunt) és un grup finit d'ordre 8. L'ordre de r1 és 4, com ho és l'ordre del subgrup R que genera (vegeu més amunt). L'ordre dels elements de reflexió fv, etc. és 2. Els dos ordres són divisors de 8, com prediu el teorema de Lagrange. Els grups Fp× de damunt tenen ordre p − 1.

### Classificació dels grups simples finits
Els matemàtics sovint s'esforcen per aconseguir una classificació completa (o llista) d'una noció matemàtica. En el context dels grups finits, aquest propòsit ràpidament condueix a dificultats matemàtiques profundes. Segons el teorema de Lagrange, els grups finits d'ordre p, un nombre primer, són grups necessàriament cíclics (abelians) Zp. Els grups d'ordre p² també es pot demostrar que són abelians, una afirmació que no es generalitza a l'ordre p3, com el grup no abelià D₄ d'ordre 8 = 23 mostrat més amunt. Els sistemes informàtics d'àlgebra simbòlica es poden fer servir per llistar grups petits, però no hi ha cap classificació de tots els grups finits. Un pas intermedi és la classificació de grups simples finits. Un grup no trivial s'anomena simple si els seus subgrups normals només són el grup trivial i el mateix grup. El teorema de Jordan-Hölder presenta els grups simples com els maons de construcció per a tots els grups finits. Enumerar tots els grups simples finits va ser un assoliment principal en la teoria de grups contemporània. El guanyador de la Medalla Fields de 1998, Richard Borcherds, va aconseguir demostrar la conjectura monstrous moonshine, una relació sorprenent i profunda del "grup monstre" (el grup esporàdic simple finit més gran) amb certes formes modulars, un element clàssic de l'anàlisi complexa, i la teoria de cordes, una teoria que si fos certa unificaria la descripció de molts fenòmens físics.

## Grups amb estructura addicional
Molts grups són simultàniament grups i exemples d'altres estructures matemàtiques. En el llenguatge de la teoria de categories, són objectes de grup en una categoria, això vol dir que són objectes (és a dir, exemples d'una altra estructura matemàtica) que venen amb transformacions (anomenades morfismes) que imiten els axiomes de grup. Per exemple, tots els grups (com els definits a dalt) són també un conjunt, així un grup és un objecte de grup en la categoria de conjunts.

### Grups topològics

La circumferència goniomètrica al pla complex amb la multiplicació complexa és un Grup de Lie i, per això, un grup topològic. És topològic ja que la multiplicació i divisió complexes són contínues. És una varietat i, per tant, un Grup de Lie, perquè cada entorn, com l'arc vermell en el diagrama, s'assembla a una part de la recta real (mostrada a baix).

Alguns espais topològics es poden dotar d'una llei de grup. De forma que la llei de grup i la topologia encaixin bé, les operacions de grup han de ser funcions contínues, és a dir, g • h, i g−1 no han de variar sobtadament si g i h varien només una mica. Tals grups s'anomenen grups topològics, i són els objectes de grup en la categoria d'espais topològics. Els exemples més basics són els reals R amb l'addició, (R \ {0}, •), i de forma similar amb qualsevol altre cos topològic com els nombres complexos o els nombres de p-adics. Tots aquests grups són localment compactes, per tant tenen mesures Haar i es poden estudiar mitjançant l'anàlisi harmònica. El primer ofereix un formalisme abstracte d'integrals invariants. Invariant vol dir en el cas dels nombres reals per exemple:
{\displaystyle \int f(x)\,dx=\int f(x+c)\,dx}
per a qualsevol constant c. Els grups de matrius sobre aquests cossos queden sota aquest règim, com és el cas dels anells adèlics i els grups algebraics adèlics, que són bàsics en teoria de nombres. Els grups de Galois d'extensions infinites de cossos com el grup de Galois absolut també es poden equipar amb una topologia, l'anomenada topologia de Krull, que al seu torn és central per generalitzar la connexió esbossada més amunt entre els cossos i els grups a les extensions de cossos infinits. Una generalització avançada d'aquesta idea, adaptada a les necessitats de la geometria algebraica, és el grup fonamental d'étale.

### Grups de Lie
Els grups de Lie (en honor de Sophus Lie) són grups que també tenen una estructura de varietat diferenciable, és a dir, són espais que s'assemblen localment una mica a l'espai euclidià de dimensió adequada. Altra vegada, l'estructura addicional, aquí l'estructura de varietat diferenciable, ha de ser compatible, és a dir les funcions que corresponen a la multiplicació i la inversa han de ser suaus.
Un exemple estàndard és el grup lineal general que s'ha presentat a dalt: és un subconjunt obert de l'espai de totes les matrius de n-per-n, perquè ve donat per la desigualtat
det (A) ≠ 0,
on A denota una matriu de n-per-n.
Els grups de Lie són d'importància fonamental en física: El teorema de Noether connecta les simetries contínues amb les lleis de conservació. La rotació, així com les translacions en l'espai i el temps són simetries bàsiques de les lleis de la mecànica. Es poden, per exemple, fer servir per a construir models simples i imposar, diguem, la simetria axial sobre una situació i conduirà típicament a una simplificació significativa en les equacions que cal resoldre per proporcionar una descripció física. Un altre exemple és el grup de Lorentz de les transformacions de Lorentz, que relacionen les mesures del temps i la velocitat de dos observadors en moviment relatiu l'un respecte de l'altre. Es poden deduir purament des de la teoria de grups, expressant les transformacions com a simetria rotacional de l'espai de Minkowski. Aquest espai serveix en ca l'absència significativa de gravitació com a model de l'espaitemps en relativitat especial. El grup complet de simetria de l'espai de Minkowski, és a dir incloent-hi translacions, és conegut com el grup de Poincaré. Pel que s'ha explicat, té un paper fonamental en la relativitat especial i, per implicació, per a la teoria quàntica de camps. Les simetries que varien amb la posició són centrals a la descripció moderna d'interaccions físiques amb l'ajuda de la teoria de gauge.

## Generalitzacions
En l'àlgebra abstracta, es defineixen estructures més generals relaxant alguns dels axiomes que defineixen un grup. Per exemple, si el requisit que tots els elements tinguin un invers s'elimina, l'estructura algebraica que resulta s'anomena un monoide. Els nombres naturals N (incloent-hi el 0) amb l'addició formen un monoide, com ho fan els enters diferents de zero amb la multiplicació (Z \ {0}, •), veure més amunt. Hi ha un mètode general per afegir formalment inversa a elements de qualsevol monoide (abelià), molt semblant al mateix camí com (Q \ {0}, •) s'obté de (Z \ {0}, •), conegut com el grup de Grothendieck. Els grupoides són similars als grups excepte que la composició a • b no cal que estigui definida per a tot a i b. Sorgeixen en l'estudi de formes més complicades de simetria, sovint en estructures topològiques i analítiques, com el grupoide fonamental. La taula de la dreta dona una llista d'unes quantes estructures que generalitzen el concepte de grup.